# Поступки Кейт
«Поступки Кейт» (англ. What Kate Does) — третья серия шестого сезона американского телесериала «Остаться в живых». Включает в себя 106-ю серию в общем счёте. Показана на канале ABC в США 9 февраля 2010 года, а на Первом канале в России 13 февраля 2010 года. Центральный персонаж серии — Кейт Остин.

## Сюжет

### Альтернативная реальность
В предыдущей серии «LA X», в альтернативной реальности Кейт угоняет такси, где сидит Клер. Она берёт её в заложники вместе с водителем. По дороге от аэропорта водитель сбегает, а Кейт садится за руль. Затем отпускает Клер, забирая её сумочку и багаж. Едет к мастеру, тот освобождает её от наручников. После Кейт едет к Клер, возвращает её вещи. Потом отвозит её к приёмной семье, которой Клер собиралась отдать ребёнка. Но оказалось, что женщину, собирающуюся забрать Аарона, бросил муж и она не может взять ребёнка. В этот момент у Клер начались схватки. Кейт отвозит её в больницу, где Клер принимает Итан. Он говорит, что всё нормально и это только преждевременные роды, но их можно остановить без вреда для матери и малыша. Позже в больницу заходят двое полицейских и расспрашивают о Кейт. Клер сказала, что она давно ушла, но на самом деле Кейт оставалась все ещё там. Когда полицейские ушли, Кейт и Клер поблагодарили друг друга.

### 2007 год
Сойер говорит Кейт, что намерен сбежать от Других. Когда Саида собираются забрать Другие, Джек затевает драку, и Сойеру удаётся забрать пистолет и направить его на врагов. Леннон говорит, что они не причинят зла его другу. В ответ Сойер сказал, что он ему не друг и, чтобы они делали с ним и с остальными, что хотят, а он уходит. Другим пришлось отпустить Сойера. Доген решил пустить за ним своих людей. К ним присоединились Кейт и Джин. Двое Других и Кейт с Джином шли за Сойером, находя ловушки, похожие на ловушки погибшей Руссо. Один Другой — Алдо, напоминает Кейт, что, сбегая из клеток на станции «Гидра», именно его она вырубила. Кейт отключает Других, против чего был Джин. Их пути разошлись. Кейт пошла к покинутому посёлку Других и там нашла Сойера. Вместе посидели на причале, поговорили о том, кто виноват в смерти Джульет, и разошлись. Сойер пошёл в дом, где он жил с Джульет. Тем временем Другие пытали Саида, затем отпустили, сказав, что это было испытание. Джеку сказали, что они его просто диагностировали и что Джек должен дать ему пилюлю, которая якобы поможет излечить Саида. Джек сначала соглашается, но затем хочет знать, что это. Не дождавшись ответа, он глотает её. Доген буквально выбивает пилюлю из Джека и говорит, что это яд. На вопрос Джека, почему они хотят убить Саида, Доген отвечает, что он инфицирован. Что внутри него растет тьма, и, когда тьма достигнет сердца, всё, чем был Саид, исчезнет. Они знают это, потому что то же самое случилось с сестрой Джека. На Джина нападают те двое Других. Пытаясь сбежать, он попадает ногой в капкан и падает на землю, пытаясь высвободить ногу. И в этот момент раздаются выстрелы: кто-то убивает Других. Это сделала Клер.